# 과잉규칙화
과잉규칙화 현상은 올바르게 적용되는 어떤 언어규칙이 그에 해당되지 않는, 예외가 되는 단어에까지 적용되어 나타나는 현상을 말한다.

## 설명
아이들은 처음에 언어를 습득할 때에는 거의 완전하게 말하다가 약 2~5세쯤 되는 때부터는 그 이전보다 더 실수를 많이 하는데, 알맞은 언어 규칙을 예외가 되는 단어에까지 적용하려 하는 현상을 보인다. 그러나 이 현상은 점차 사라지고 아이들은 다시 올바르게 귀 규칙을 적용할 수 있게 된다. 이를 스티븐 핑커(Steven pinker, 1954년 9월 18일)는 선천적 요소로 보는 설명을 하였는데, 이 이론은 언어 특수적인 기제와 일반 인지 기제에 모두 어떻게 관련되어 있는지를 설명해준다. 그의 이론을 쉽게 설명하면 '차단 더하기 기억 실패'라고 말할 수 있다. 먼저 그는 차단 원리라는 것을 제시했는데, 사람들은 단어의 새로운 기능에 적절한 다른 단어가 이미 어휘집에 있으면 단어를 생성하기 위해 필요한 일반적인 규칙을 적용하면 안 된다는 암묵적인 지식을 갖고 있다. 그래서 어른들은 자연언어에서 go-ed라는 말을 하지 않는데, 이는 went라는 단어가 이미 어휘집에 있어 이를 차단하기 때문이다. 하지만 이 원리만으로는 어린이들이 처음에는 거의 알맞게 표현하는 현상을 설명할 수는 없다. 그래서 핑커는 이 문제를 ‘기억의 한계’에 연관 지었다. 일반적으로 사람들은 모두 일관성 있고 정확하게 기억하기 위해서는 임의적 연합에 반복 노출되어야 한다. 하지만 아이들은 당연히 어른보다는 주어진 단어~지시물의 연합을 훨씬 덜 경험하였고, 이에 따라 아이들은 가끔은 불규칙 형태를 올바르게 사용할 것이지만, 아이들의 기억 흔적은 어른들보다 훨씬 약할 것이다. 따라서 아이들이 성장하면서 여러 동사에 적용되는 과거 시제 규칙을 배우게 되고, 예외적인 불규칙 과거 시제 형태를 기억하기 어려울 때마다 이 규칙을 사용하는 일이 생기게 되는 것이다. 이러한 설명은 아이들이 똑같은 발달 시기에 불규칙과 규칙 형태를 함께 섞어 사용하는 모습을 보일 것이며, 기억의 인출 실패는 자주 일어나는 것이 아니고 가끔씩 일어나기 때문에 과잉 규칙화 현상은 느리게 나타난 다는 것을 말해준다.

## 참고 문헌
1. Paul Whitney. 《언어심리학》. 시그마프레스.
2. David W Carroll. 《언어심리학》. 박학사.
3. 임병빈.《언어의이해》. 한국문화사.

## 같이 보기
심리언어학